# Wawel
Wawel (též počeštěně Vavel) je nízký vrch (výška 228 m n. m.) v Krakově na levém břehu Visly, na němž stojí Královský hrad a katedrála sv. Stanislava a Václava. Spolu s centrem města Krakova je zanesen na Seznamu světového dědictví UNESCO. Ve vrchu z jurského vápence se směrem k Visle nachází Smocza Jama (Dračí sluj). Podle legendy zdejšího nebezpečného draka lstí přemohl rytíř Krak, jehož jméno město nese dodnes.

## Historie

### Prehistorické osídlení
Lidé obývali wawelské jeskyně od starší doby kamenné, první doložené stabilní osídlení vrchu se objevilo před 5000 lety. Doložena je též přítomnost neolitických pasteveckých komunit, stejně jako obyvatelé z doby bronzové, a pozdější doby železné.

### Středověk
Opevnění na Wawelu bylo již v raném středověku. V 6. století stálo na vrchu kopce hradiště, v 9. století bylo území dnešního Krakova pravděpodobně po nějakou dobu podrobeno Velkomoravské říši, a z té doby pocházejí zbytky dřevěného kostela, které zde byly nalezeny. Z 10. století pocházejí základy dvou předrománských kostelů, asi nejstarších kamenných staveb na Wawelu. Roku 1000 zde vzniklo biskupství a poté byla vystavěna kamenná katedrála, tzv. Katedrála Boleslava I., z níž se dochovaly pouze základy. Roku 1038 byly nejstarší stavby na Wawelu těžce poškozeny povstáním pohanů a vpádem českého knížete Břetislava I., roku 1080 je zpustošil požár.
Kazimír I. Obnovitel kolem roku 1040 poprvé učinil z Krakova sídlo polských panovníků. Na Wawelu pak během středověku vznikla celá řada dalších sakrálních a světských staveb, ovšem dodnes již často zničených nebo přestavěných. Na konci 11. století vznikla v románském stylu druhá katedrála namísto zničené Boleslavovy, zvaná Hermanowska, z níž se dochovala věž a krypta. Byla zčásti zničena požárem na počátku 14. století. Vladislav I. Lokýtek ji roku 1320 nařídil strhnout a nahradit dnešní gotickou stavbou, jež byla vysvěcena roku 1364. Vladislavův nástupce Kazimír III. Veliký nechal na Wawelu vystavět gotický hrad, základ současného Královského hradu.

Zlatý věk Wawelu nastal v době vlády Jagellonců. Královské sídlo bylo v letech 1507–1536 důkladně přestavěno, hlavními architekty byli Italové Francisco z Florencie a Bartolommeo Berrecci, po jejich smrti pak Benedykt ze Sandoměře. Vznikly zde první příklady renesančního umění v Polsku. Obohaceny byly i umělecké poklady katedrály, roku 1520 byl pro ni ulit zvon Zikmund, nejznámější polský zvon, používaný jen při nejvýznamnějších příležitostech.

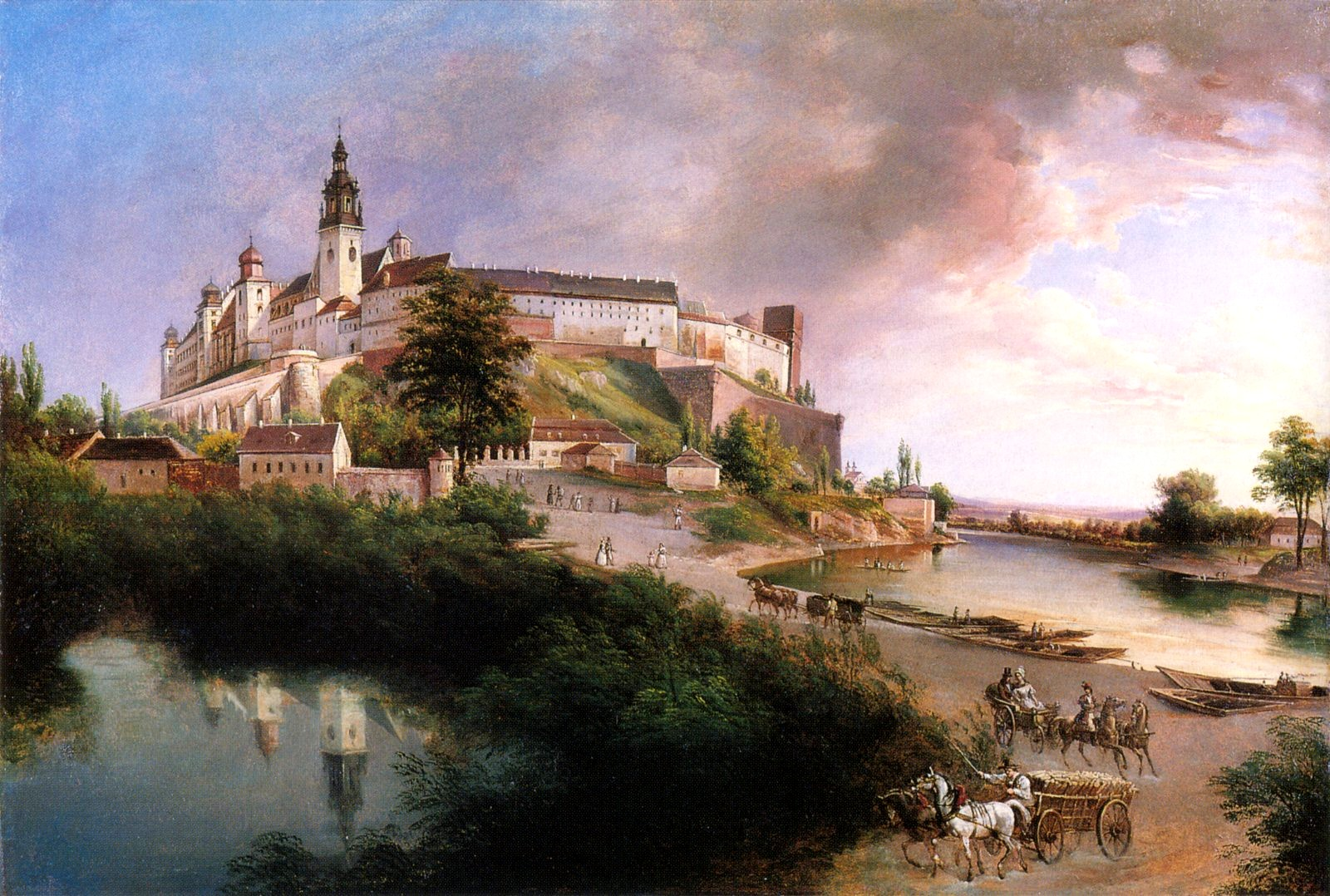
Wawel v polovině 19. století

Roku 1595 byl zámek poškozen požárem a obnoven, avšak již roku 1609 bylo polské královské sídlo přeneseno do Varšavy a hrad na Wawelu začal upadat. Byl několikrát poškozen vpády cizích vojsk a byl využíván již jen jako pevnost a opěrný bod. Katedrála na Wawelu si však nadále uchovala svůj význam nejdůležitějšího polského chrámu a i nadále v ní probíhaly korunovace a byli zde pohřbíváni členové panovnického rodu. V kryptě Wawelské katedrály dnes proto odpočívají četní Piastovci, Jagellonci, Vasovci a další (Wettin August II. Silný, Jan III. Sobieski, Hedvika z Anjou).

### Novověká historie
Po zániku Polska roku 1795 Krakov připadl Rakousku. Hrad se změnil ve vojenskou posádku a stavební úpravy zničily mnoho historicky a umělecky významných částí hradního komplexu. Polští vlastenci však Wawel nadále považovali za symbolicky mimořádně významný bod a v katedrále začali opět pochovávat významné Poláky počínaje maršálem Poniatowskim roku 1815. Roku 1905 František Josef I. nechal místní vojenskou posádku zrušit a byla provedena rekonstrukce hradu jako historické památky.
V době meziválečného polského státu byl hrad povýšen na oficiální sídlo prezidenta republiky. Během nacistické okupace odtud Hans Frank řídil tzv. Generální gouvernement. Krakov unikl zničení dohodou mezi Ivanem Koněvem a Hansem Frankem, který ocenil množství historických památek a zajistil to, že Krakov nebude německou vojenskou pevností. Opuštění města a ústup Němců v roce 1945, zachránil většinu památek královského města. Po druhé světové válce byl královský hrad změněn na muzeum. Katedrála sv. Stanislava a Václava si i nadále uchovává svou významnou roli v životě polské katolické církve a národa.

## Popis
Na wawelském kopci se nachází řada významných památek. 

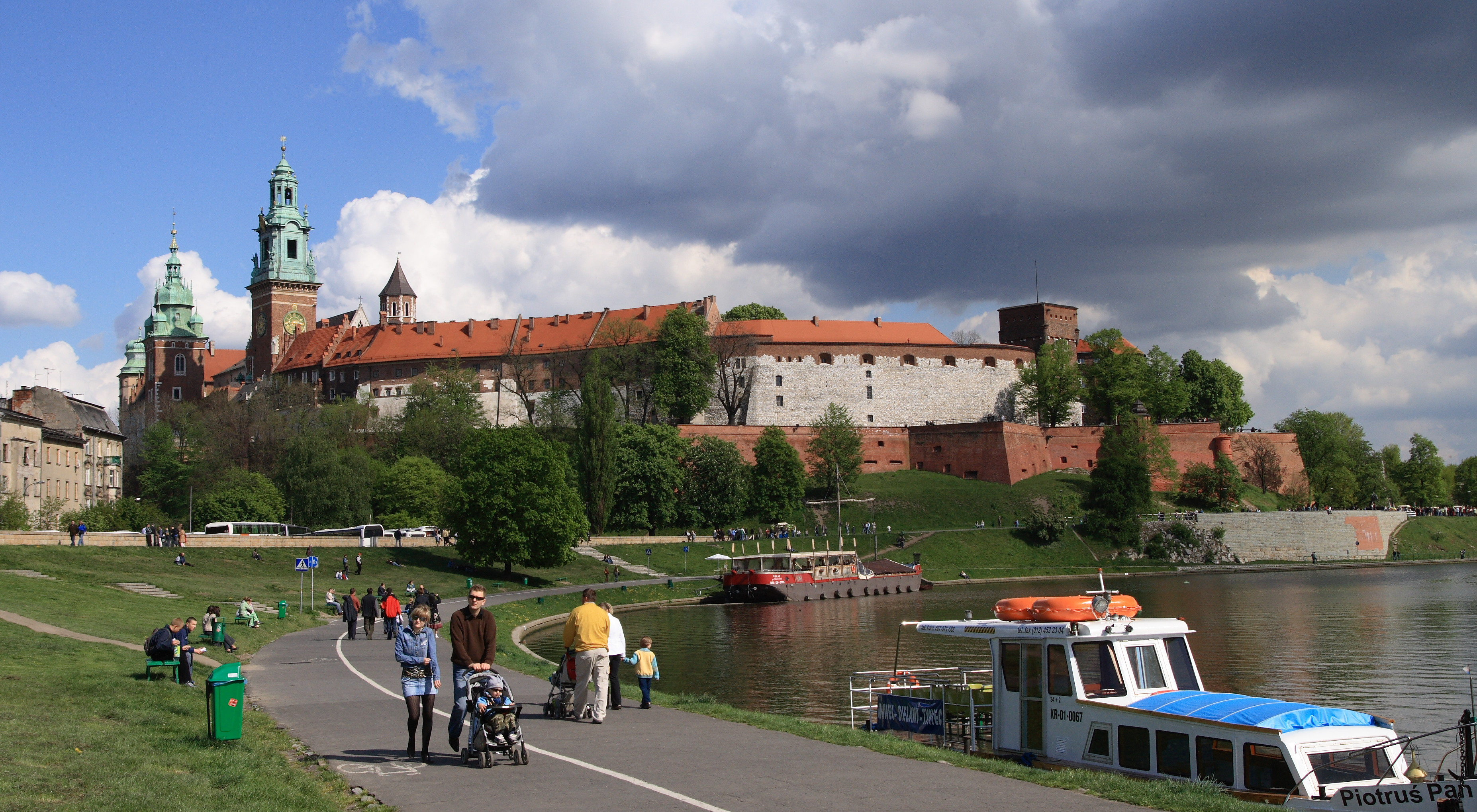
Wawel od řeky Visly

### Obranné věže Wawelu
Obranný systém vznikl v průběhu 11. století, kdy byla katedrála opevněna čtyřmi věžemi, z nichž se dodnes dochovala pouze spodní část Věže stříbrných zvonů. Když byly ve 14. století románské stavby přestavěny v gotickém stylu, vznikl nový systém opevnění a s ním i nové věže. Z nich dodnes dochovaná je Zlodějská věž (Zlodziejska), na straně přilehlé k Visle, dále Kuřecí noha (Kurza Stopka), začleněná do gotické části Královského paláce, a mezi nimi potom Dánská věž (Dunska). Nejvýznamnější obranné věže nicméně vznikly teprve v druhé polovině 15. století za Jagellonců: Senátorská věž (Lubranka) stojící vedle paláce a Sandomierská věž (Sandomierska) na jižní části kopce, vedle Bernardýnské brány.

### Katedrála sv. Stanislava a sv. Václava

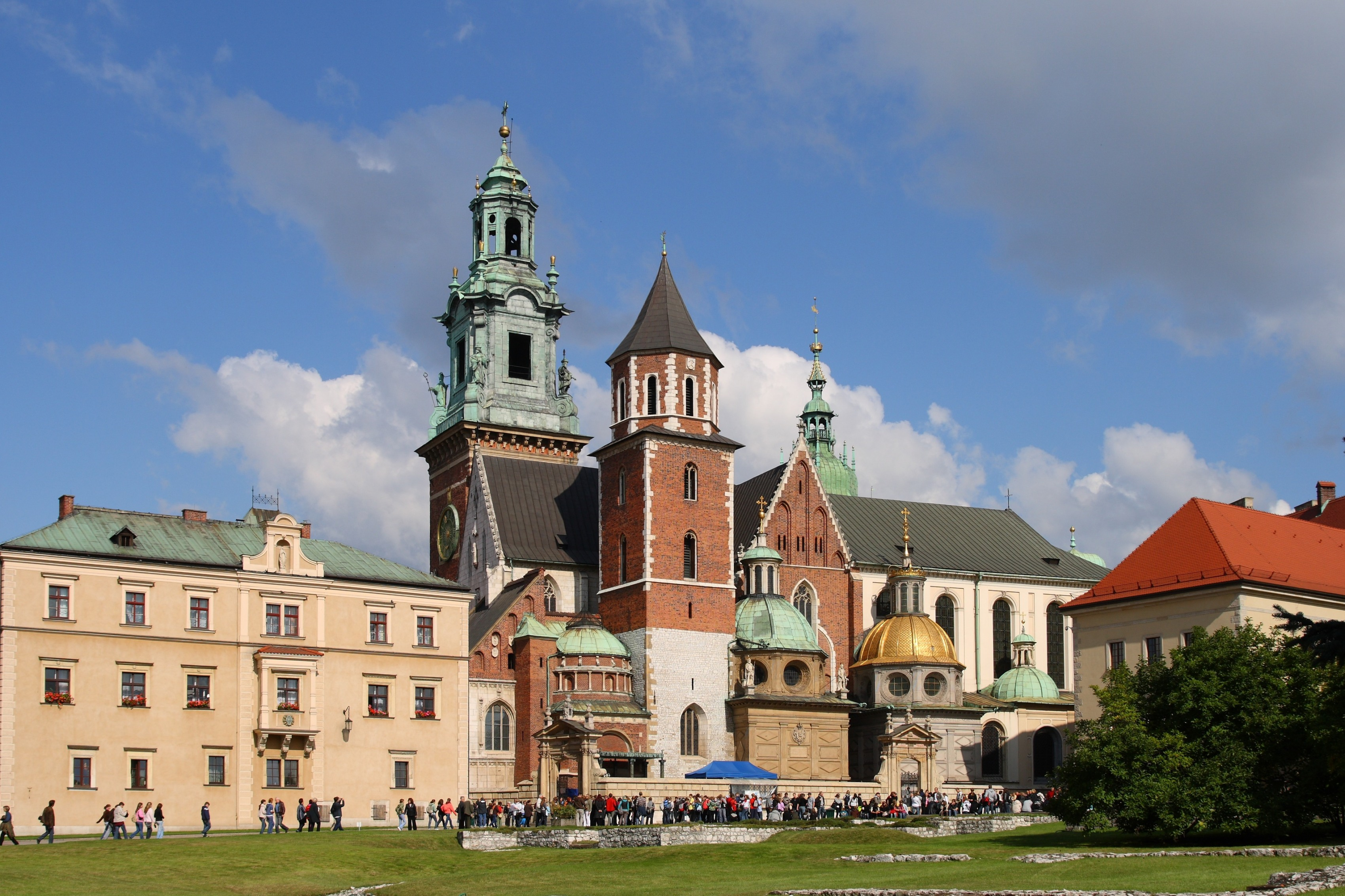
Katedrála na Wawelu

Je to polské posvátné místo a zároveň kulturní památka. Tradiční místo korunovací polských králů, z nichž mnozí jsou tu pohřbeni, mimo nich zde však leží i svatý Stanislav, svatá Hedvika a další významné osobnosti polského národa, Současná katedrála je již třetí stavbou na stejném místě, vznikla převážně ve 14. století. Interiéru dominuje hrobka sv. Stanislava. V katedrále se nachází 18 kaplí, na Zikmundově věži se nachází jedenáctitunový Zikmundův zvon.

### Královský hrad
Renesanční stavba s barokními prvky tvořená čtyřmi křídly, která obklopují vnitřní dvůr. Skládá se ze tří obytných křídel, jednoho paravánového křídla, vnitřního dvora a pěti obytných věží. Uvnitř jsou dvě reprezentativní schodiště. Vnitřní dvůr obklopuje třípodlažní sloupová arkáda.V interiéru jsou reprezentační královské komnaty a soukromé královské komnaty, v nichž jsou vystaveny řady gobelínů ze 16. století. Nejpozoruhodnějšími sály jsou Ptačí komnata, Orlí sál a Senátorský sál. Vedle reprezentačních komnat se též nachází královská klenotnice a zbrojnice.

### Katedrální muzeum Jana Pavla II.
Založil jej v roce 1906 kardinál Jan Puzyna a uložena je v něm kolekce uměleckých předmětů shromážděných ve 20. století. Mmo nich muzeum hostí sbírku olejomaleb ze 14. století, soch a váz, dále pak kolekci vlámských tapisérií z 16. století. Muzeum se nachází vedle vstupu do katedrály.

## Fotogalerie

Hrad Wawel (plán)
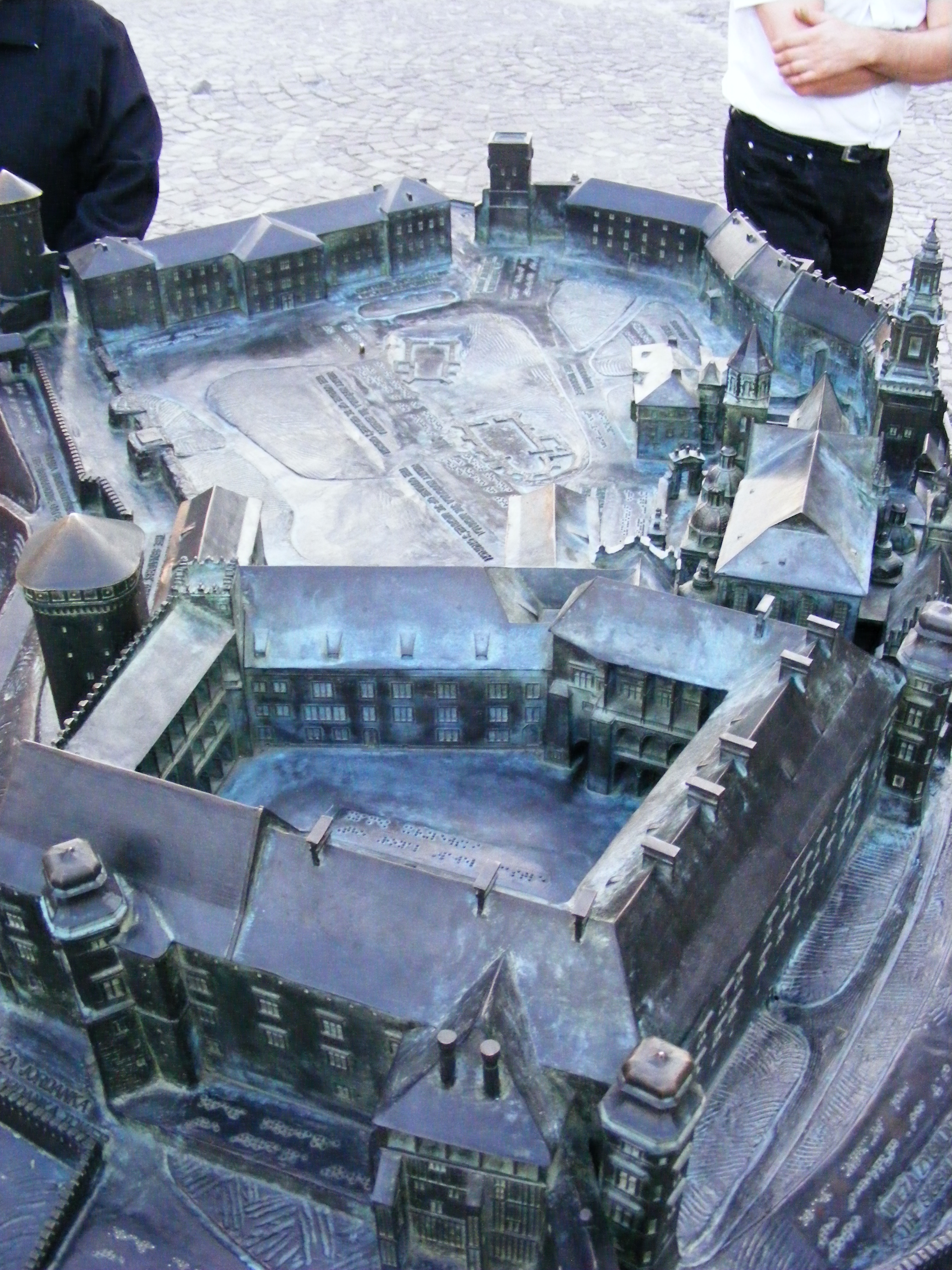
Hrad Wawel (maketa)
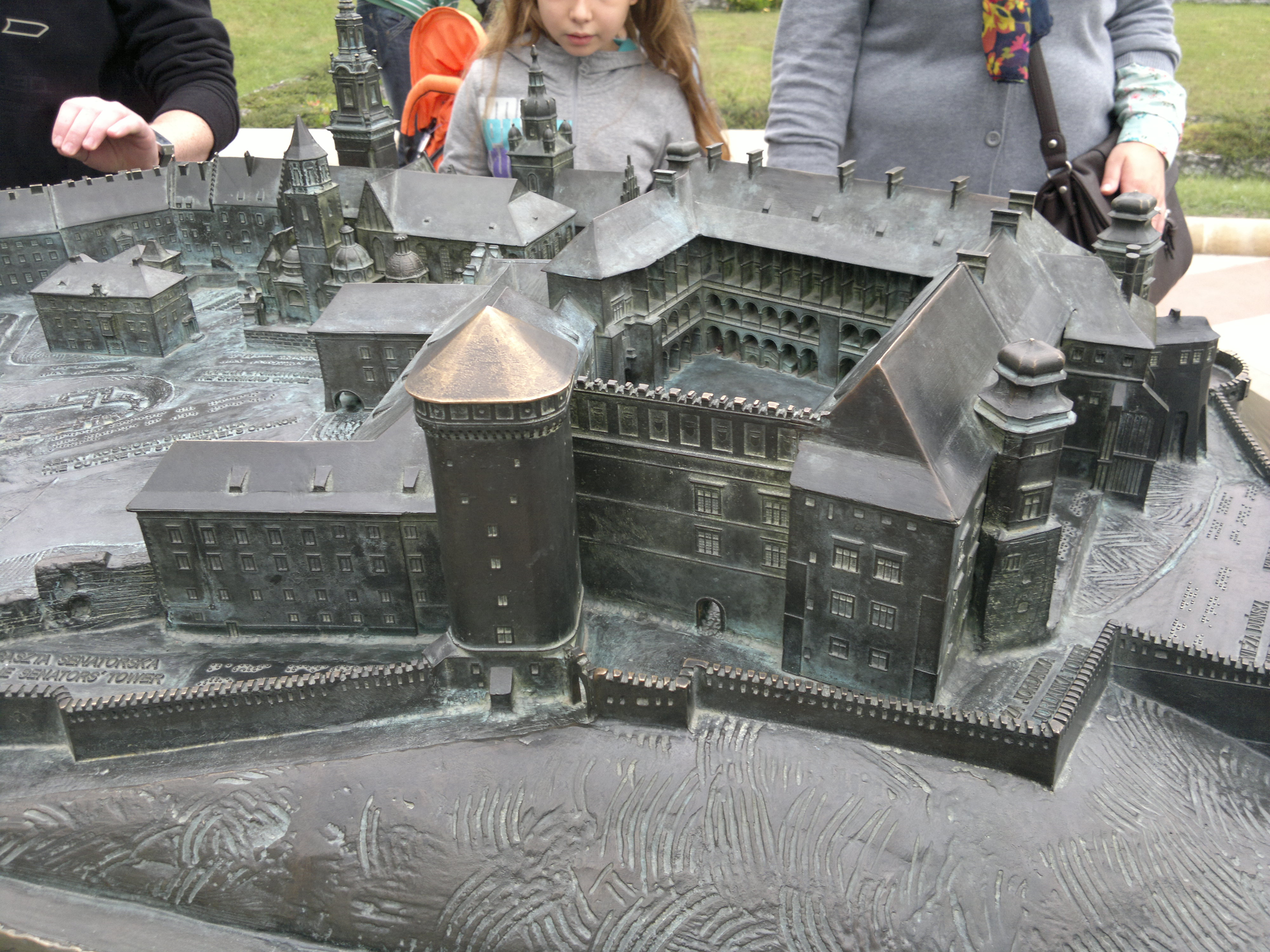
Hrad Wawel (maketa)
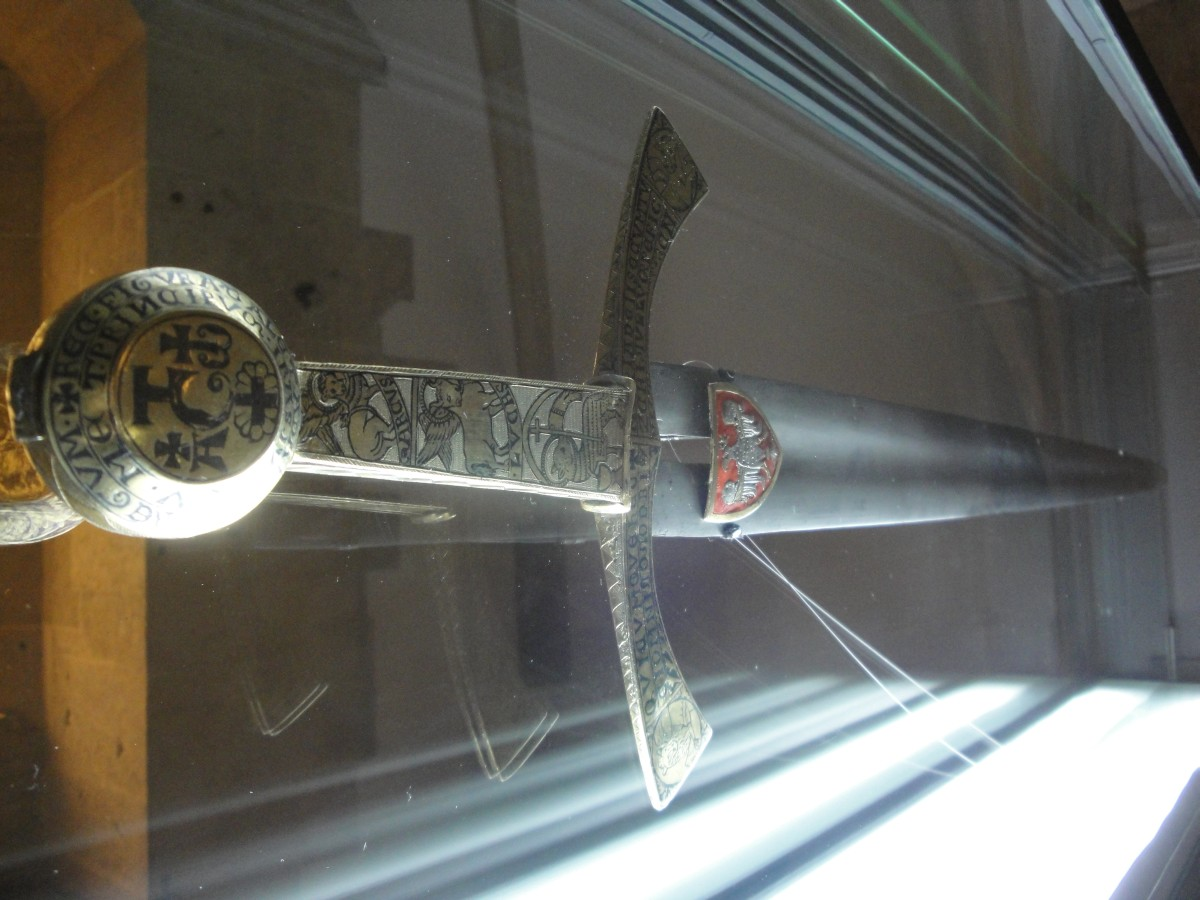
Szczerbiec - korunovační meč polských králů (Wawel)
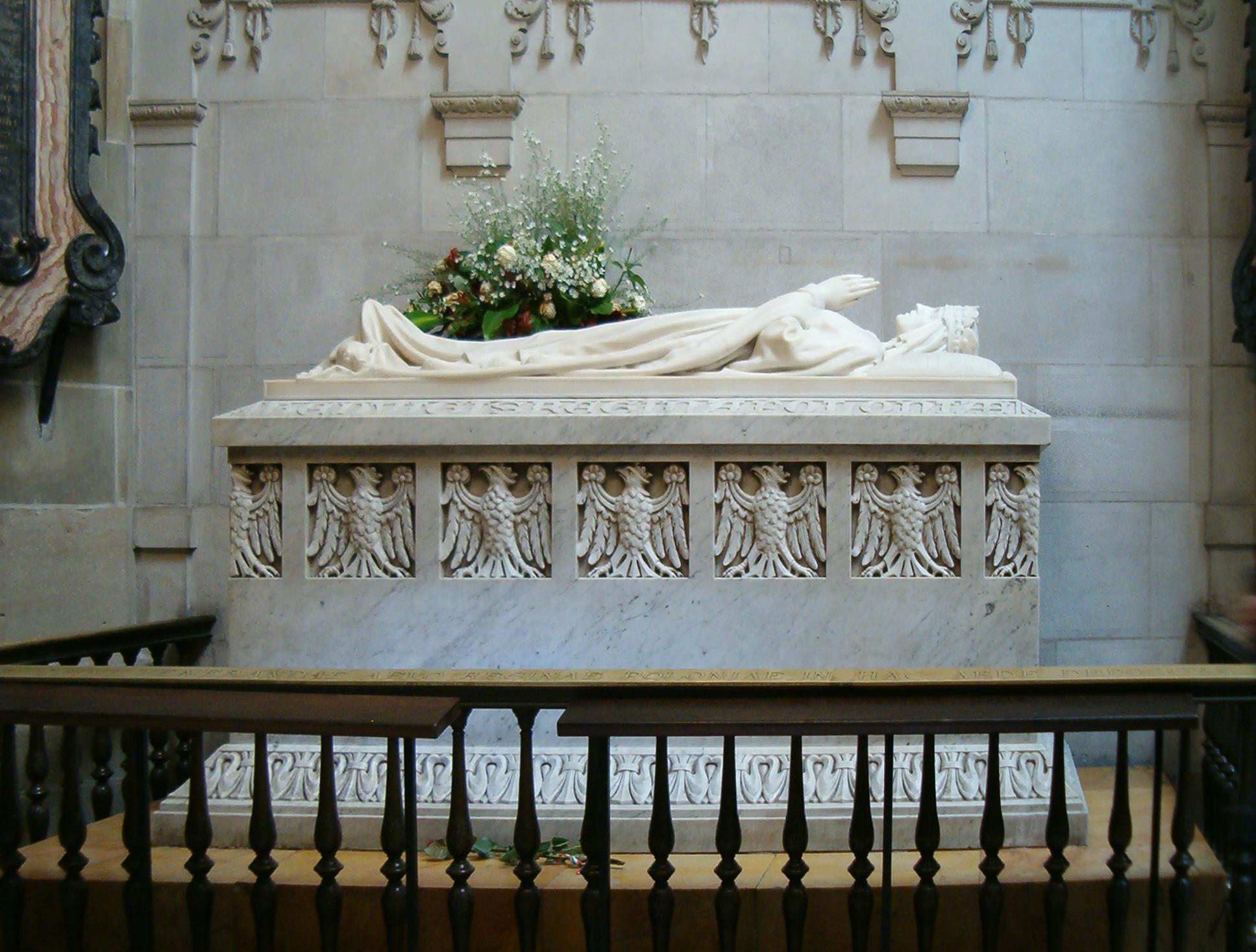
Hrob polské královny sv. Hedviky z Anjou na Wawelu